# 溫莎城堡
溫莎城堡，位於英国英格兰東南部區域伯克郡溫莎-梅登黑德皇家自治市鎮溫莎，目前是英國王室的家族城堡，也是現今世界上有人居住的城堡中最大的一個。
溫莎城堡的歷史可以回溯到英格蘭國王威廉一世在位時期，城堡的地板面積大約有45,000平方公尺（484,000平方英尺）。與倫敦的白金漢宮、愛丁堡的荷里路德宮一樣，溫莎城堡也是英國君主主要的行政官邸。
英國君主對城堡的建造與擴展有直接的影響，包括城堡内部的要塞、住所、行政官邸、監獄。和平時期，溫莎城堡會擴建許多巨大且華麗的房間；戰爭時期，城堡則會加強防衛，這個模式直到現在仍然不變。

## 城堡周圍

### 分布
因為溫莎城堡悠久的歷史，所以城堡的設計隨著時間、皇室的喜好、需求與財政改變與發展。儘管如此，城堡的許多特徵仍然混合了古典與現代元素。舉例來說，溫莎城堡的中心仍然保持了一個人造的山丘，它是威廉一世第一次建造木造城堡的位置。
平面圖介紹
- A：圓塔（The round tower）

溫莎城堡的平面圖

- B：上區（The Upper Ward，庭院）
- C：國家外交大廳（The State Apartments）
- D：私人套房（Private Apartments），可以俯瞰東邊的陽台
- E：南翼（South Wing），可以俯瞰長徑
- F：下區（Lower Ward ）
- G：聖喬治教堂
- H：馬蹄迴廊（Horseshoe Cloister）
- K：亨利八世門（King Henry VIII Gate），原則上從這裡進入
- L：長徑（The Long Walk）
- M：諾曼門（ Norman Gate）
- N：北陽臺（North Terrace）
- O：愛德華三世塔（Edward III Tower）
- T：晚鐘塔（The Curfew Tower）

城堡中的地標之一，也就是被稱為圓塔的建築，實際上外觀一點也不像是圓柱狀，是因為它位在城堡中央的人造山丘上，雖然山丘是不規則但是看起來還是環狀的，所以被稱為圓塔。現在溫莎城堡內建築的分布可以追溯到中古時代時的防禦作用，圓塔將城堡分割成兩個部分，也就是上區及下區。下區包含了聖喬治教堂在內，上區則包括了私人的皇家套房與許多國家外交大廳，也包括了聖喬治大廳。聖喬治大廳是一個巨大的房間，在天花板裝飾著許多過去的紋章與現在的嘉德勳章。

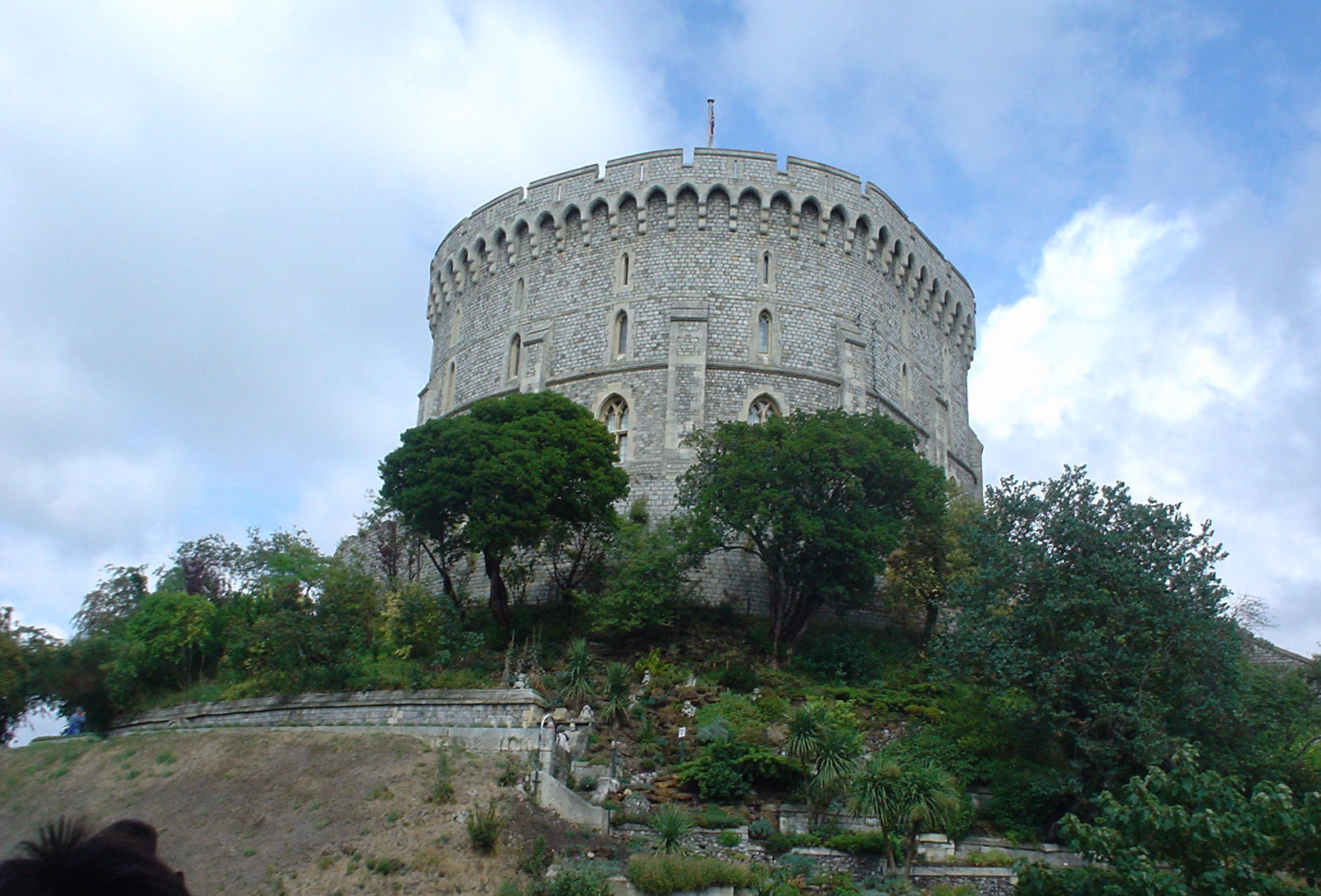
圓塔

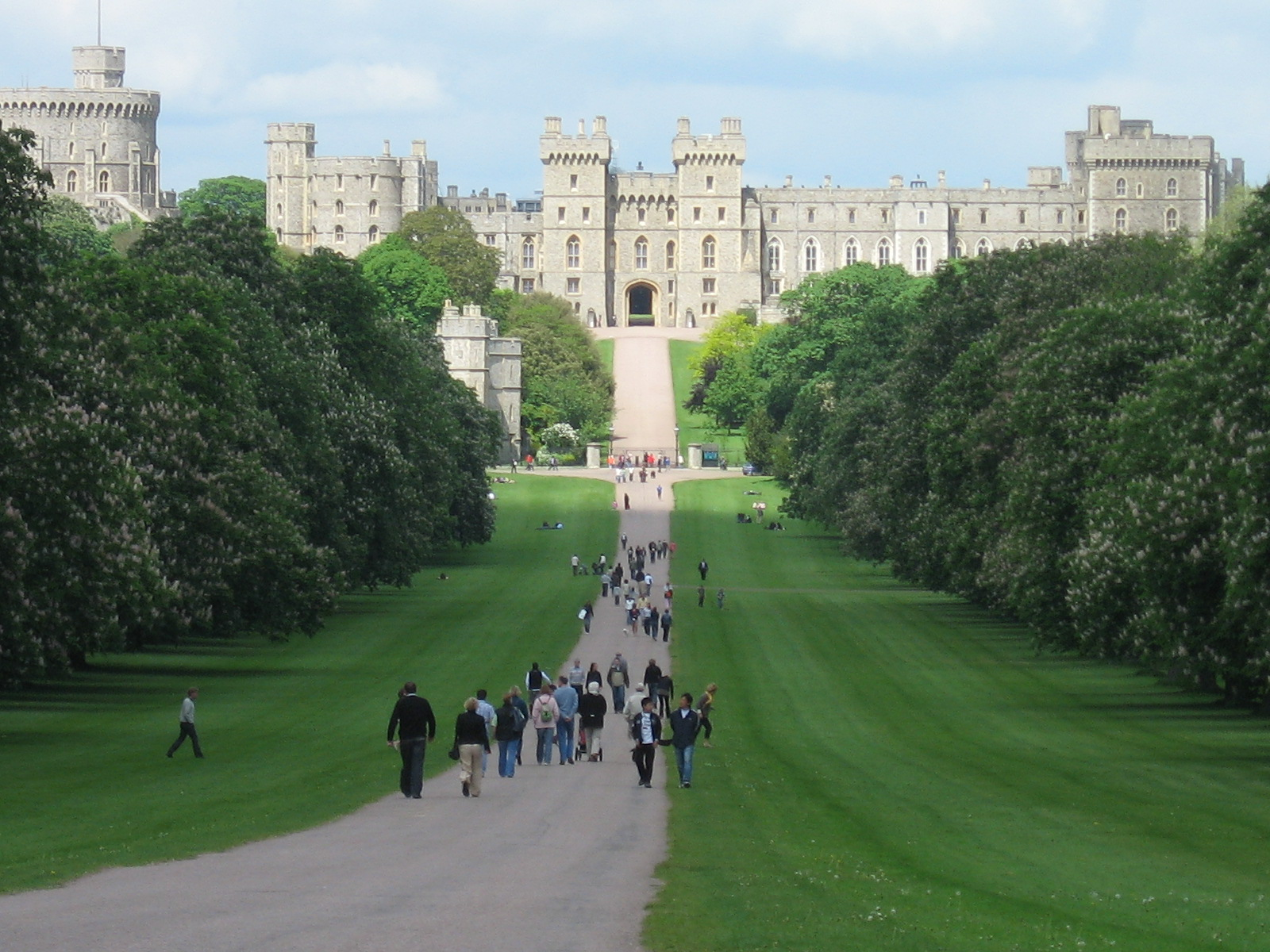
歷史悠久的溫莎城堡，城堡表面上看似中古時代的外觀實際上是傑弗里·威雅維爾於1820年代創造出來的

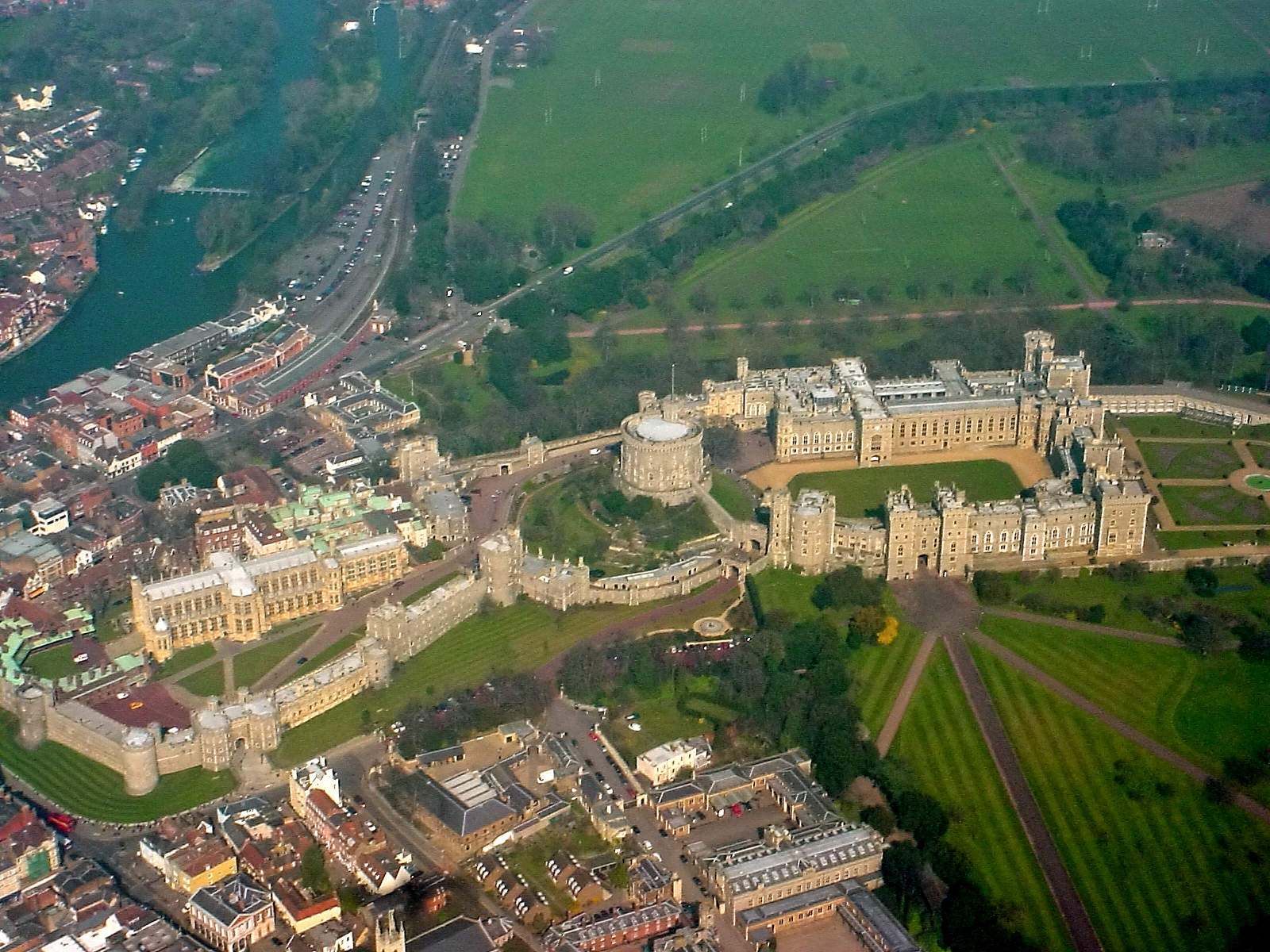
從空中鳥瞰溫莎城堡

### 庭園
溫莎城堡周圍的區域中有一個稱為家庭花園（Home Park）的庭園，其中包括開放的公共場所與兩座農場及小屋。浮若閣摩爾的莊園也位在公園內，他的住所與花園在一年中的特定幾天會開放，但是城堡東側的家庭花園仍然是私人產業。家庭花園其實位於一個更大的溫莎大公園的北邊，它占地4,800英畝，許多古老的溫帶闊葉林生長在其中。

### 其他
在溫莎鎮上距離溫莎城堡不遠的地方有一間私人學校，專門提供教堂的唱詩班人員。英國頂尖學校之一的伊頓公學位於城堡北邊約1公里的地方。

## 歷史

### 1070年－1350年
溫莎城堡最初是由威廉一世所建造的，他統治的時間從1066年開始，直到1087年逝世為止。當時威廉一世建造的木造城堡就位於現在圓塔的所在地上。最初的木造城堡是防衛倫敦的一系列城堡中的一部分，選擇在這個位置建造城堡是因為這裡是容易防守。
在威廉一世統治時代的初期，他在現在的舊溫莎地區佔領了一個莊園（可能是撒克遜人的王室官邸）。從1070年至1086年間，威廉一世從克魯沃莊園租借到現在溫莎城堡的所在地，在這裡建造了第一座Motte-and-bailey城堡。這個山丘高50英尺，是由從附近的渠道（後來變成護城河）中挖掘出的白堊所組成的。
當時防衛城堡是木質的柵欄，而不是現在看到的厚重石牆。現在並不清楚威廉一世如何設計城堡的結構，而且也沒有任何早期的建築被保存下來，不過知道它純粹是一個軍事基地。在威廉一世之後，溫莎城堡被繼續使用，而且也被多次擴建或改建。威廉一世的後繼者威廉二世也繼續將城堡擴大與翻新，不過威廉二世的弟弟亨利一世才是第一位居住在溫莎城堡的國王。
亨利一世因為統治權力仍不穩固，而且因為他擔心自己的安危，所以把溫莎城堡當成官邸，並且於1110年在城堡慶祝五旬節。而他與鲁汶的阿德莉萨的婚禮（亨利一世的第二次婚禮）於1121年也在溫莎城堡舉行。
溫莎保存下來中最早的建築可以追溯到亨利二世 （於1154年登基）時期，他建造石牆來取代圍繞在城堡四周的木造柵欄。改變更多的地方是：現在可以從東邊的陽台上看到這些石牆。亨利二世也在溫莎城堡中央的不規則山丘上建造了第一個石造碉堡。
後來因為英國男爵不滿當時的英國王子約翰，而起兵造反，所以溫莎城堡在1189年時被叛軍所包圍。國王威爾斯軍隊的人數只比私人傭兵稍微多一些，他們最後戰敗，而約翰王子則避走法國。後來在1215年時，已經繼位的約翰王在蘭尼米德這個靠近城堡的地方被迫簽署大憲章。城堡於1216年再度被叛軍包圍，但是儘管這次叛軍對城堡下區的建築造成嚴重的破壞，英王的軍隊仍然抵抗到底。
這次內戰所造成城堡的損毀立刻被約翰的繼承人亨利三世在1216年所修復，他建築西牆（大部分都保存到現在）來進一步來加強溫莎城堡的防衛能力。晚鐘塔也是現在城堡中最古老的部分之一，它建於1227年。晚鐘塔的內側包括了原始的監獄與突危通道（被包圍時的祕密出口）的遺跡。晚鐘塔的上層包括了在1478年安放的鐘與1689年時的城堡時鐘，但是晚鐘塔的法國式圓錐狀屋頂是19世紀時才添加上去的。亨利三世於1272年去世之後，直到愛德華三世（1327年－1377年在位）統治時才在溫莎城堡進行了更進一步的建設。
1312年3月—10月，1306年被英格兰人俘虏的苏格兰王后伊丽莎白·伯格被关押于温莎城堡。

### 1350年－1500年

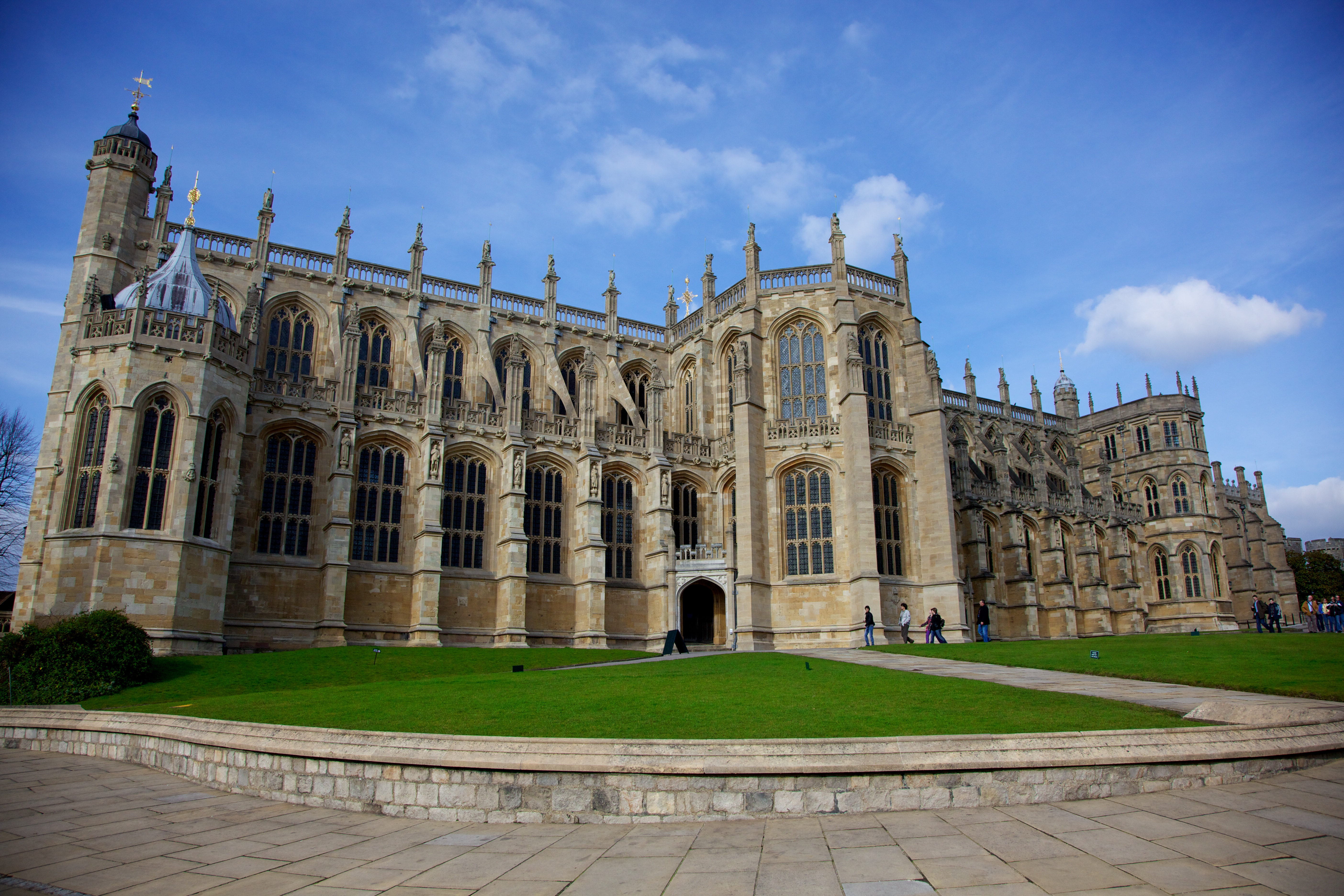
聖喬治教堂

愛德華三世於1312年11月12日在城堡出生，因此常被稱為「溫莎的愛德華」。從1350年開始，他開始了一個為期24年的重建計畫，決定拆除當時的城堡、晚鐘塔與其他小型的外圍工事。愛德華三世將重建城堡的全部經費與設計委託給威克姆的威廉來負責。亨利二世時建造的碉堡被現存的碉堡所取代，雖然直到19世紀時碉堡才被加高到目前的高度。防禦工事也進一步擴張，聖喬治教堂實質上是擴大了，但是建造新教堂的計畫並沒有進行，很有可能是因為在黑死病大流行之後，缺乏人力與資源的緣故。諾曼門的歷史也可以追溯到這個時期，這座巨大而壯觀的門位於圓塔的下方，是城堡的上區（皇室住所坐落在此）之前最後的防衛堡壘。
愛德華三世在1348年制定了嘉德勳章，直到現在，每年的儀式仍然在聖喬治教堂舉行。在1343年至1353年之間，他在教堂的入口處建造了一個存放貴重物品的房間。
在1390年理查二世統治時期，聖喬治教堂被人們發現即將倒塌，於是進行重建工作。執行工程的其中之一是理查二世的心腹傑弗里·喬叟（他擔任外交官，專門替國王工作）。他與理查二世的關係持續到國王統治結束為止。在喬叟去世前的十年之間，理查二世曾經贈與他幾個禮物與年金，其中包括在1394年得到20英鎊的年金與在1397年每年252加侖的葡萄酒。在喬叟修復不到50年後聖喬治教堂又再度傾圮。亨利六世出生於溫莎城堡，所以也被稱為溫莎的亨利，他在9個月大時登基。
愛德華四世於1461年－1483年在位，為約克王朝的第一位國王。愛德華四世曾經逮捕亨利六世的妻子安茹的瑪格麗特，並將她扣留在溫莎城堡。他開始建設聖喬治教堂，不過事實上聖喬治教堂在1475年開始動工時，與其說是教堂，不如說是小型的座堂與皇室的陵墓。在亨利七世統治的期間，為了建造通往聖母堂的道路，而破壞原先的聖喬治教堂的一部份，不過後來亨利七世放棄了聖母堂。聖喬治教堂被認為是溫莎城堡內真正富麗堂皇最早的建築之一，屬於哥德式建築。
聖喬治教堂的建造是溫莎城堡建築風格的轉捩點。因為在玫瑰戰爭後，政局更為穩定，這意謂著未來城堡的建築更重視建築的舒適與外觀，而不是防禦功能。因此溫莎城堡由皇室的堡壘轉變成皇室的住所，其中一個範例是馬蹄迴廊。它從1480年在靠近聖喬治教堂的位置開始建設，為神職人員的住所。這棟環狀磚造的建築呈現馬蹄的形狀，因為馬蹄據說是愛德華四世的象徵之一。1871年進行了大量的重建工作，所以原本的遺跡只有一部份被保留下來。

### 從要塞到住所
愛德華三世開始將溫莎城堡從要塞轉變成舒適的居所。與其他的皇室住所例如白廳宮或無雙宮（Nonsuch Palace）相比，溫莎城堡仍然是非常單調乏味的行政官邸。亨利八世（1509年至1547年在位）大約在1510年重建了主要的城堡通道，將它設置在可以進一步的入侵城堡，加入上坡的戰鬥的位置，而入口在攻擊時應該會降下。拱上的紋章與刻在吊閘上的石榴標誌，是亨利八世第一任妻子阿拉貢的凱瑟琳的象徵。
亨利八世的繼承人——年輕的愛德華六世（1547年至1553年在位）居住在溫莎城堡時，曾經寫下這些感想：「我認為我是一個囚犯，在這裡沒有長廊也沒有花園可以漫步其中」。
愛德華六世的姊姊伊莉莎白一世（1558年至1603年在位）有相當多的時間是在溫莎城堡度過的，她認為溫莎城堡是國土中最安全的地方，而且危急時可以撤退到這裡，就像伊莉莎白一世描述的一樣：「如果有需要的話，溫莎城堡可以承受圍攻」，她的敘述表示城堡仍然是非常類似要塞的。伊莉莎白一世對於城堡轉變的貢獻是建造北陽台成為一個運動的場所，在上方她則建造了一個覆蓋屋頂的長廊，這是一個非常早期的溫室。這棟建築大體上被保存下來，目前仍然保留了一個巨大的都鐸王朝時期的壁爐，目前皇家圖書館位於其中。

### 內戰
伊莉莎白一世之後的英王是詹姆士一世與查理一世，他們並沒有對城堡進行重大的修改。然而因為查理一世在英國內戰期間被罷免，所以溫莎城堡成為奧利弗·克倫威爾的新模範軍總部。因為奸詐的國會成員約翰·維恩（John Venn）叛變，所以城堡在內戰初期就落入克倫威爾的圓顱黨之手。普法尔茨的鲁普雷希特亲王在被佔領幾天之後就抵達當地，試圖去奪回溫莎城堡與城鎮。不過猛攻之後，最終还是無功而返。約翰·維恩直到1645年為止一直掌控著城堡。
在圓顱黨統治之下駐軍沒有得到充份的報酬，但被允許掠奪城堡裡的財寶，城堡受到嚴重破壞。在英格蘭共和國的時代，溫莎城堡仍然是一個軍事總部，也是禁錮要犯，關押重要的保王黨人的天牢。查理一世於1649年被克倫威爾斬殺之前，有一小段時間曾經被軟禁在溫莎城堡中。在查理一世被處死之後，直到1660年王朝復辟為止，英國都是由自命為護國公的克倫威爾所統治。在查理一世去世的那一個刮著暴風雪的夜晚，他的遺體被偷偷的運回城堡，後來被埋在聖喬治教堂的唱詩班的地下墓地，位於亨利八世與妻子珍·西摩的靈柩旁。

### 復辟
查理二世在1660年復辟，被認為是溫莎城堡重大轉變的第一個時期。城堡在內戰及過度時期遭到相當大的破壞，查理二世後來重新整頓與修復了內戰時期被破壞的城堡。法國國王路易十四同樣在這個時候開始建造凡爾賽宮，所以查理二世也設計了一條道路，也就是現在的長徑。長徑從溫莎城堡往南方延伸了3公里長，寬為240英尺。原先國王栽種的榆樹現在被栗與篠懸木所取代了。長徑並不是溫莎城堡唯一受到凡爾賽宮刺激而建造的部分，查理二世委託了建築師休·梅（Hugh May）重建了皇室套房與聖喬治大廳。休·梅以類似立方的星形建築來取代位在北陽臺上的金雀花王朝套房，這些新的套房內部天花板的裝飾是由貝利奧（Antonio Verrio）設計，使用吉本斯（Grinling Gibbons）雕刻品來裝飾。國王要求用繡帷與繪畫來裝飾房間，這些藝術作品變成了皇家收藏品的核心。3間被保留下來的房間比較沒有改變，分別是王后會議廳（Queen's Presence Chamber）與王后謁見廳（Queen's Audience Chamber）與國王餐廳，其中王后會議廳與王后謁見廳是由查理二世的妻子凱瑟琳（Catherine of Braganza）所設計的。這些房間仍然保留了貝利奧設計的天花板與吉本斯所製造的鑲板，但是原本總共有20間房間擁有這種風格。一些吉本斯的雕刻在多次因為復辟與王權更迭所作的改變之間被保存了下來，這些雕塑品在19世紀時被融入嘉德王房間（Garter Throne Room）與滑鐵廬廳（Waterloo Chamber）的嶄新設計主題中。

### 18與19世紀

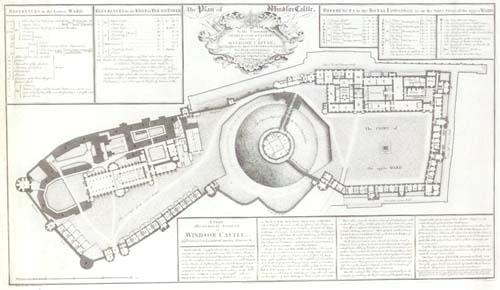
1743年時的溫莎城堡，由巴堤·蘭利（Batty Langley）所繪

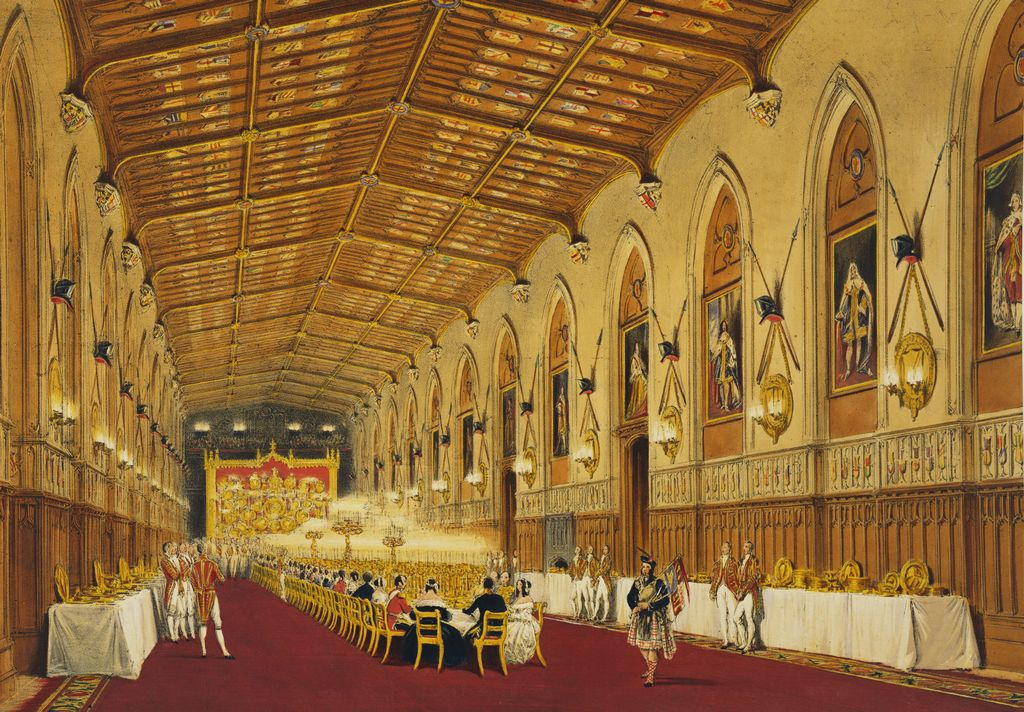
1848年時的聖喬治大廳，表現出杰弗里·亞特維爾在喬治四世時所作的改變，由約瑟夫·納許（Joseph Nash）所繪

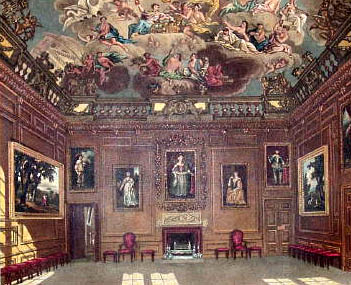
溫莎城堡中的王后謁見廳（1819年）

在查理二世於1685年去世之後，溫莎城堡漸漸被忽略，國王更喜歡居住在別的地方。在威廉三世與瑪麗二世統治期間（1689年－1702年），漢普敦宮進行了擴建並且變成巨大的現代化官邸。在安妮女王統治的晚期，她喜歡居住在靠近城牆的小房子中。
直到1804年，喬治三世因為擁有13個子女，所以需要一間比其他地方還要大的住所時，溫莎城堡才再度住滿了人。由查理二世所建築的那些更為經典的建築在這時候變得非常受歡迎。英國建築師伊尼戈·琼斯在查理一世時期將帕拉第奧式建築風格引入英國，但是喬治三世認為這不適合溫莎城堡，於是將查理二世時期的窗戶重新設計成哥德式的樣子，於是城堡再度變成了中古時代的風格。在這段時期，溫莎城堡又成為皇家的監禁場所。在1811年，喬治三世由於精神方面的疾病，也基於安全的考量，於是他被幽禁在城堡之中。在生命中最後的9年當中，喬治三世很少離開溫莎城堡的房間。
在喬治四世1820年－1830年的統治期間，溫莎城堡經歷了歷史上最大的轉變。喬治四世統治期間以卡爾頓官邸（Carlton House）與皇家穹頂宮的奢華而聞名，但是他認為這些建築太小，所以他說服了英國國會同意花費£300,000來重建溫莎城堡。建築師傑弗里·威雅維爾於1824年開始了城堡的重建工程。
這次重建工程花費了12年才完成，包括改建了下區、私人套房、圓塔與南翼。而南翼的改建使得人們可以從長徑看見城堡展現接近對稱的立面。
亞特維爾是第一位將城堡視為單一建築的建築師，而不是許多不同時代與不同風格的建築集合。作為一位建築師，他偏好雄偉的對稱，然而城堡在幾個世紀中是逐步建立起來的，所以完全沒有對稱。亞特維爾於是在溫莎城堡上區的建築物加入了對稱的風格，他加高了圓塔的高度、以哥德式風格來修飾城堡上區的牆垛，來符合包括城堡下區的聖喬治教堂在內的中古時代建築。圓塔一直是低矮的，而且因為上區的建築高度而更加突出。亞特維爾於是在圓塔上方加上中空的石造塔頂來解決這個問題，基本上是虛擬的樓層。大約33公尺高的塔頂讓整個溫莎城堡從幾公里之外展現引人注目的輪廓。
城堡內部大部份的美化處理與外部相同，許多查理二世時期的國家套房在喬治三世時被重新設計成歌德風格，最引人注目的是聖喬治大廳長度延伸為原來的兩倍。亞特維爾也在庭院加上屋頂，創造出滑鐵盧廳。這個大廳上方的高側窗是為了慶祝滑鐵盧戰役的勝利而設計的，並且懸掛著討伐拿破崙·波拿巴時同盟國的君主及指揮官的肖像。大廳中央巨大的餐桌可以容納150人。
工程在喬治四世於1830年去世時仍然尚未完成，不過差不多在亞特維爾於1840年逝世時完工。

### 維多利亞時代

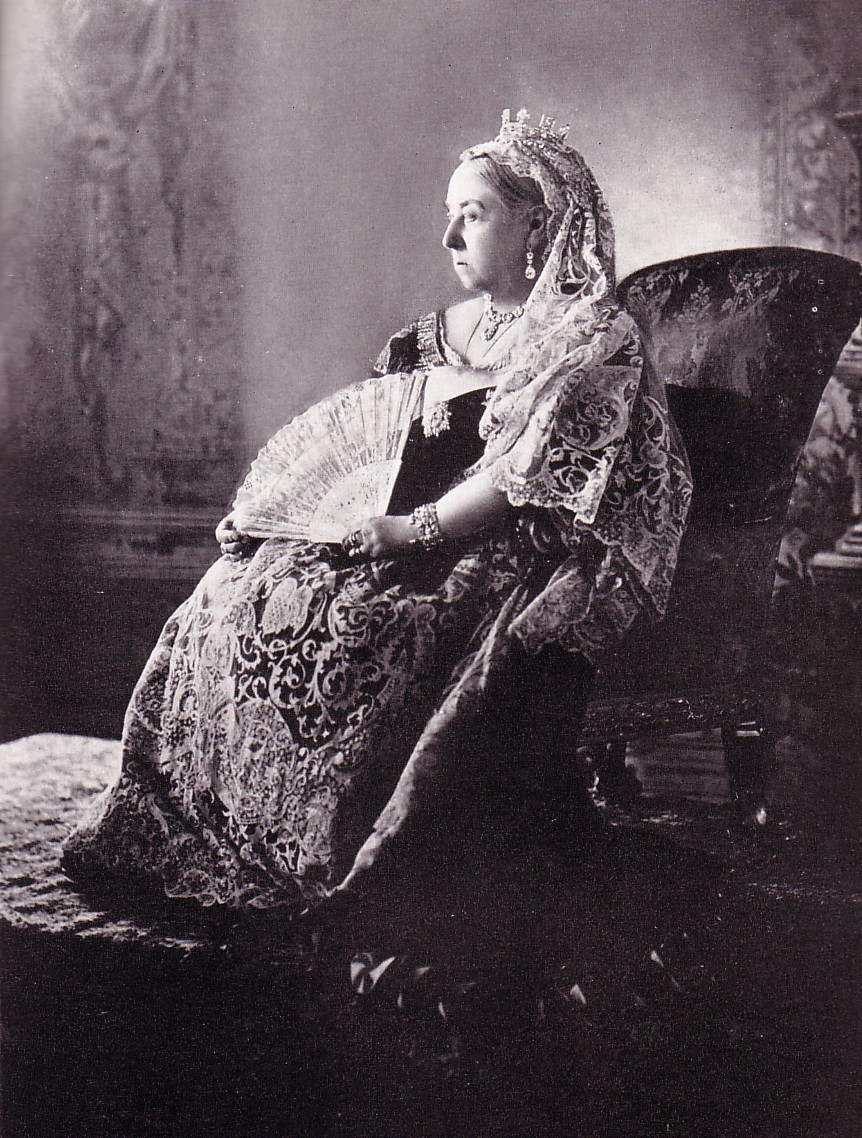
維多利亞女皇在丈夫去世後隱居溫莎城堡，而得到「溫莎寡婦」這個綽號

維多利亞女皇與阿尔伯特亲王始終將溫莎城堡當成他們的皇家官邸，許多他們所做的改變圍繞在花園而不是在建築物。事實上，英國國會在1948年通過了《溫莎城堡與城鎮道路法案》（Windsor Castle and Town Approaches Act），准許封閉及改變一些經由花園通往達切特（Datchet）與古溫莎的古老道路，使得皇室可將一大片的花園圍成私人花園。
阿尔伯特亲王去世（1861年）後，女王很少前往白金漢宮，溫莎城堡基本上成為女王住所，女王最終也在這裡去世，阿尔伯特亲王被葬在位於家庭花園中的弗羅格莫爾陵園，後來維多利亞女王也葬在他的身邊。雖然19世紀的城堡沉澱在憂鬱的空氣中，但並沒有阻止城堡的更新與重建。安東尼·沙爾文（Anthony Salvin）在1866年於國家外交大廳設計了大樓梯，這座石造的歌德風格樓梯使大廳的高度增加到兩倍，一座拱形的燈籠塔可以照亮大廳。大廳是用武器與盔甲來裝飾，其中也包括一套亨利八世穿過、於1540年製造的盔甲。樓梯頂端的兩側是穿著盔甲的騎士騎馬的塑像，這種裝飾風格也延伸到皇后警衛廳（Queen's Guard Chamber）及大前廳（Grand Vestibule）。沙爾文也在這時候在晚鐘塔的頂端加上類似城堡的圓錐形屋頂，並重建1853年被火燒毀的國家宴會廳。

### 20世紀

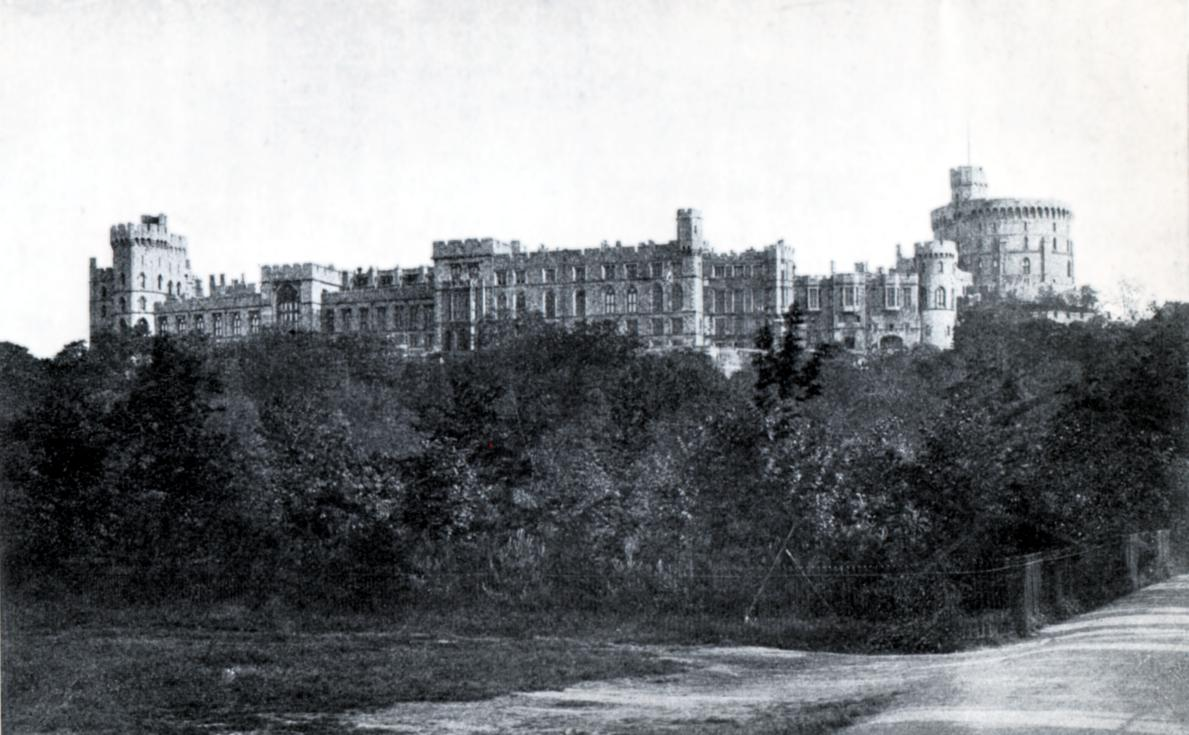
溫莎城堡的照片，右側為圓塔，城堡上區的北翼仍然保存著謁見廳

愛德華七世喜歡參觀雅仕谷賽馬場 （Ascot Racecourse）與復活節慶典，偏好他處為住所，因此溫莎城堡仍被長期閒置，愛德華七世在城堡設置高爾夫球場。
喬治五世從1910年登基直到1936年逝世為止。喬治五世也比較喜歡他的鄉村住所，而他的妻子瑪麗皇后（Mary of Teck）則是一位出色的藝術鑑賞家。瑪麗皇后不僅找回與買回那些流散在外，原本屬於城堡內的家具，而且購買了許多新的家具來妝點房間。她重新佈置城堡的風格，而且在主要樓層的國家房間布置巴洛克風格的家具來接待重要的貴賓。現在更舒適且擁有現代化浴室的上層臥房，提供了下方的國家房間娛樂與集會的功能。國家臥房仍然被保存著，不過更為類似歷史古蹟。它直到1909年才當成臥房。
歐洲歷史上由于经历多年复杂的貴族联姻，欧洲各国的君主，常有親戚關係，尤其是表兄弟的关系。1914年8月4日，英国加入第一次世界大战，与德意志帝國作战。但英国王室卻是來自於德意志的薩克森-科堡-哥達王朝，令英国人觉得不滿。乔治五世为爭取民意，在1917年7月17日颁布一道枢密院御令，宣布将英国王室名和王室父系子裔私人姓氏，改为温莎。温莎一名，即来自温莎城堡。
瑪麗皇后喜歡各種模型，所以她在貴族公寓建造一間巨大的玩偶屋（Queen Mary's Dolls' House）。玩偶屋由埃德溫·魯琴斯所構思的，室內的家具與畫像也是由他在1930年代設計，現在這間玩偶屋吸引許多遊客的注意。
喬治六世在愛德華八世於1936年退位之後登基為英國國王。愛德華八世在1936年的12月11日於溫莎城堡發表對於大英帝國的退位演說，但是他寧可在這段短暫的統治時期中住在位於大溫莎花園的貝维德堡（Fort Belvedere）中。喬治六世與妻子伊麗莎白王后則喜歡住在皇家小屋 (Royal Lodge)這個在喬治六世登基成為國王之前原本的住所。在第二次世界大戰於1939年爆發後，溫莎城堡重新扮演了皇家堡壘的角色，而喬治六世與妻子、伊麗莎白公主（也就是後來的伊麗莎白二世女王）及瑪格麗特公主在城堡內安全的生活著。在這段時期喬治六世與妻子每天駕車前往倫敦，晚上才返回溫莎休息，雖然在當時這是個未洩漏的秘密，而且為了宣傳與激勵士氣，媒體仍然報導喬治六世整天居住在白金漢宮中。隨著戰爭於1945年結束，皇室家族才離開溫莎城堡，返回皇家小屋。

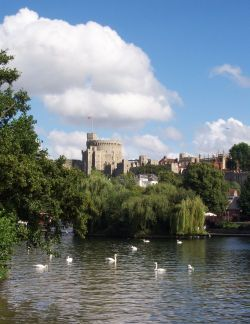
溫莎城堡與泰晤士河

1952年，伊莉莎白二世女王在她登基成為英國女王後，決定將溫莎城堡作為她主要的周末休養所。城堡內的私人套房自從瑪麗皇后時代以來就沒有人居住，所以必須整修與進一步的現代化。伊莉莎白二世、菲利普親王與他們的兩個小孩於是搬進官邸。直到今天，皇室家族仍然繼續進行著這些城堡的佈置。
1992年10月20日一場火災從女王的私人禮拜堂蔓延開來，最後火災持續了15小時，燒毀了9間主要的國家外交大廳。溫莎城堡15%的面積，約9,000平方公尺被燒毀。溫莎城堡的重建花費5年完成，全部成本為£3,700萬，並沒有讓納稅人負擔額外的成本。這次重建相當成功而且依照原本的設計與裝飾來復原，與發生火災前的差異是很難察覺的。雖然一些房間完全被火焚毀，並重新以現代風格來設計，這次設計是非常有具有歌德式風格的，因為設計師吉爾·唐恩（Giles Downes）而被稱為「唐恩式歌德」。吉爾·唐恩也是吉普森（Sidell Gibson）的合夥人。這些新的房間包括了新的私人禮拜堂、新的燈籠大廳與聖喬治大廳的新天花板。聖喬治大廳的新天花板是由綠橡樹所組成的，一種使用在中古時代的技術。然而對視覺來說比較不明顯的是：重建導致重要的更新，特別在公開房間與服務區的部分。安德魯王子也曾在火災期間接受電視訪問時表示，皇室家族將溫莎城堡視為家一樣的地方。
城堡在伊莉莎白二世統治期間作了許多建設，不僅重建與保謢城堡的結構，而且也讓城堡成為英國主要的旅遊景點之一。這主要是因為與城堡規範相配合，將城堡當成一座運作中的皇家官邸。
溫莎城堡的土地在1994年發現石油，伊莉莎白二世同意插入探勘井去測定石油的含量，後來專家估計石油的價值超過美金10億。所有的利益是由國家與石油公司分享。
BBC曾經在1999年6月報導查爾斯王子考慮他登基後，將皇室官邸遷移到溫莎城堡，以取代白金漢宮。此報導推斷查爾斯王子試圖從白金漢宮的傳統皇室中得到更多的獨立性。直到目前為止，皇室並未對這則消息做出任何評論，但是查爾斯王子與皇室家庭的其他成員據說都喜歡溫莎城堡。

### 21世紀
英國女王伊丽莎白二世在位期間，每年有相當多的時間在溫莎城堡度過，在這裡進行國家或是私人的娛樂活動。2011年到2022年期间，这里是伊丽莎白二世的主要居所。
2006年9月30日，因應城堡的平等機會政策與一位職員的要求，女王准許城堡的一間辦公室在有需要的時候可充當穆斯林的祈禱室。

## 考古挖掘
2006年8月25日至28日，東尼·羅伯森（Tony Robinson）領導Time Team的考古學家，在這4天中有前所未有的機會去探查3棟皇室官邸的地質與歷史，包括溫莎城堡、白金漢宮與荷里路德宮，慶祝伊莉莎白二世80歲生日。這是Time Team的第150次挖掘，Time Team是英國第四台製播一齣夜間節目，然後在More4與網路同時播放。在溫莎城堡有兩個重要的發現：
- 在上區發現了愛德華三世於1344年所建立的圓桌建築的地基，而且也發現一塊裝飾用的中古時代的磚塊[44]。這棟愛德華三世時代的圓桌建築直徑為200英尺，使用在舉辦宴會與節慶上。
- 在下區則發現了亨利三世宮殿大廳的其中一面牆，這項發現幫助考古學家評估溫莎的第一棟皇宮的實際位置。

這些發現增加了人們對這個大廳與圓桌的位置、歷史與利用等方面的認識。

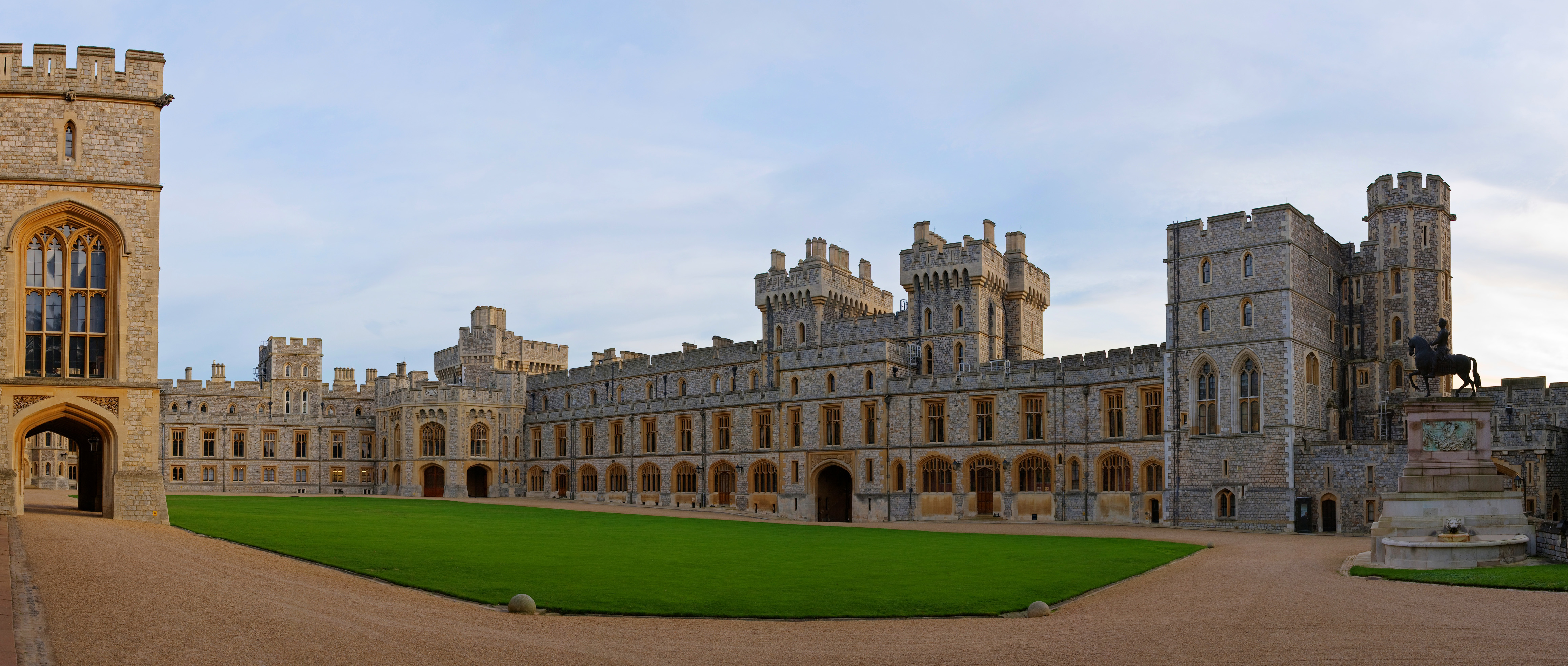
溫莎城堡的上區

## 其他軼聞
BBC於2005年12月10日發表一則細數溫莎城堡鬼魂的報導。

### 引用
1. ↑  Windsor Castle, Historic England. Retrieved 8 August 2017.
2. ↑  Windsor Castle Including all the Buildings Within the Walls, Historic England. Retrieved 8 August 2017.
3. ↑  The Royal Estate, Windsor: Windsor Castle and Home Park, Historic England. Retrieved 8 August 2017.
4. ↑  .   [2007-11-06]. （原始内容存档于2021-02-26）.
5. ↑  Robinson, p.122.
6. ↑  Brown (1989), p.230; Cantor, p.105.
7. ↑  Mackworth-Young, p.6.
8. ↑  Emery, p.193.
9. ↑  South, Raymond. . Barracuda Books. 1977: p. 35. ISBN 0-86023-038-4. Eodem anno [1110] rex curiam suam tenuit ad Pentecosam apud novam Windlesores
10. ↑  Tatton-Brown, p.24.
11. ↑  Brindle and Kerr, p.34.
12. ↑  Steane, p.110.
13. ↑  Wolffe, pp.27–8
14. ↑  Rowse, p.31.
15. ↑  Rowse, p.34.
16. 1 2 3  Williams, Neville. . Lutterworth Press. 1971. ISBN 0-7188-0803-7.
17. ↑  Rowse, p.79.
18. ↑  Hill, B J W. . Pitkin Pictorials Ltd. 1972.
19. 1 2  Thurley, p.214.
20. ↑  Watkin, p.335.
21. ↑  Tite, p.110.
22. ↑  Tite, p.24; Robinson, p.57.
23. ↑  Robinson, p.57.
24. 1 2 3  Robinson, p.85.
25. ↑  Robinson, p.90.
26. ↑  Robinson, p.96.
27. ↑  Robinson, p.129.
28. ↑  Mackworth-Young, p.75.
29. ↑  Rowse, p.221.
30. ↑  Robinson, pp.118–9.
31. ↑  Brindle and Kerr, p.56.
32. ↑  Robinson, p.136.
33. ↑  Robinson, pp.136–7; Rowse, p.247.
34. 1 2 3  Mackworth-Young, p.85.
35. 1 2  Shawcross, p.527.
36. ↑  Mackworth-Young, p.88.
37. ↑  Robinson, p.143; Nicolson, p.30.
38. ↑  Financial comparison based on average earnings; using the Measuring Worth 的存檔，存档日期2011-09-01. website. Retrieved 15 November 2010.
39. ↑  Nicholson, p.260.
40. ↑  . BBC.   [2007-07-22]. （原始内容存档于2020-11-12）.
41. 1 2  . Time Magazine. 1994-12-19.
42. ↑  Gordon Rayner. . The Telegraph. 26 December 2015  [2023-04-08]. （原始内容存档于2023-06-04）. The Queen spent 10 more nights at Windsor Castle than Buckingham Palace in 2011, 35 in 2012, 59 in 2013, 52 in 2014, and 71 in 2015
43. ↑  . BBC News Online. 2006-09-30  [2007-11-06]. （原始内容存档于2021-02-26）.
44. ↑  . Big Royal Dig - Time Team. Channel 4.   [2007-11-06]. （原始内容存档于2008-07-08）.
45. ↑  . Big Royal Dig - Time Team. Channel 4.   [2007-11-06]. （原始内容存档于2008-06-30）.
46. ↑  . BBC Berkshire Website.   [2008-09-30]. （原始内容存档于2021-01-25） （英语）.

## 外部連結
- （英文）皇室住宅:溫莎城堡 （页面存档备份，存于）
- （英文）溫莎城堡的官方網站
- （英文）溫莎城堡的資料（English Monarchs） （页面存档备份，存于）
- （英文）Windsor and Eton travel site （页面存档备份，存于）
- （英文）第4頻道網站–考古挖掘
- （英文）British Tours Ltd - Quicktime VR of Windsor Castle across the Thames